# Mathis der Maler

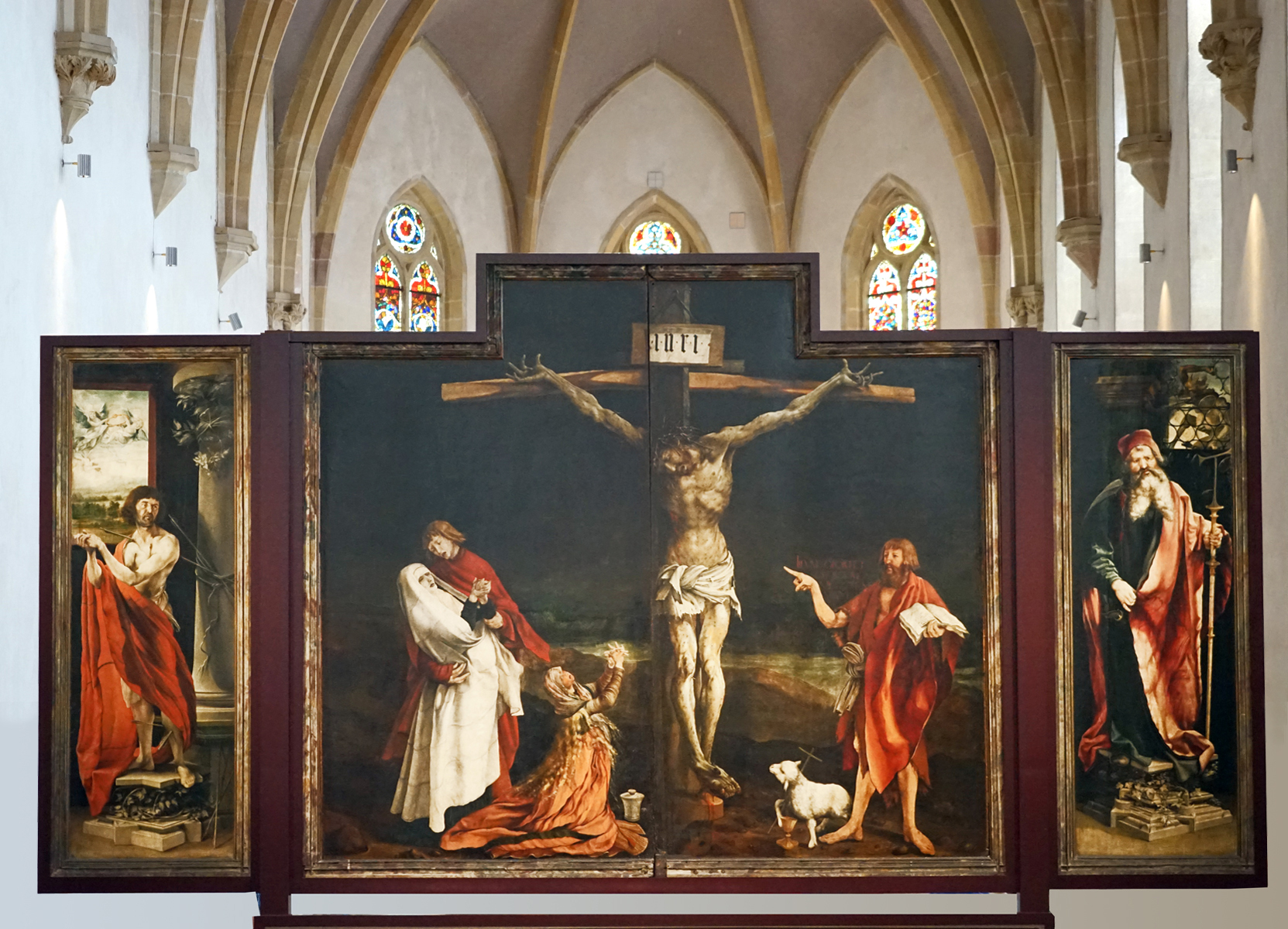
De kruisiging, deel van het altaar van Isenheim van Mathias Grünewald, 1512-1516

Mathis der Maler is een opera in zeven tableaus van Paul Hindemith op eigen libretto, die in première ging in 1938.

## Achtergrond
In de opera staat de schilder Matthias Grünewald (± 1470-1528) centraal tegen de achtergrond van de Reformatie en de Duitse Boerenoorlog. Hindemith werd geïnspireerd door Grünewalds schilderingen van het altaar van Isenheim.
Mathis der Maler verwijst met dit op de 16e eeuw gebaseerde gegeven naar de 20e-eeuwse actualiteit: de onderdrukking van de vrijheid van expressie voor kunstenaars in Nazi-Duitsland. Omdat Hindemiths muziek sinds 1936 door de nationaalsocialistische machthebbers was verboden, kon de opera niet in Duitsland worden opgevoerd. Er werd uitgeweken naar Zwitserland, waar de première plaatsvond op 28 mei 1938 in het Opernhaus Zürich onder leiding van Robert Denzler.

## Inhoud
Eerste tableau. De kloostertuin van de Antonieters
Mathis beschildert de wanden van de kruisgang. Plotseling komt Hans Schwalb, de leider van de opstandige boeren, binnen, gevolgd door zijn dochter Regina. Om Schwalb van zijn vervolgers te redden leent Mathis hem zijn paard. Als de achtervolgers binnenkomen, bekent Mathis wat hij heeft gedaan.
Tweede tableau. Zaal in de Martinsburg te Mainz
De burgers zijn ter begroeting van kardinaal Albrecht gekomen. De officier Sylvester von Schaumburg herkent in Mathis de man die Schwalb heeft helpen ontkomen. In een hartstochtelijke rede bekent Mathis sympathie voor de boeren te hebben. Daarop ontslaat de kardinaal hem van zijn diensten.
Derde tableau. Marktplaats in Mainz
De boeken van de protestanten moeten verbrand worden. Vele burgers zijn het daar niet mee eens. Om ze te kalmeren leest Capito, een vertrouweling van Albrecht, een schrijven van Luther voor, waarin hij de kardinaal opdraagt het nieuwe geloof aan te nemen en te trouwen. Capito, die in de vereniging van zijn heer met een rijk burgermeisje wel wat zinnigs ziet, probeert Albrecht te bewegen Luthers verzoek in te willigen. Ursula, de dochter van de in aanzien staande burger Riedinger, stelt zich beschikbaar, hoewel ze sinds haar jeugd verliefd is op Mathis. Die wil zich echter niet aan het meisje binden omdat hij de jongste niet meer is, en haar geen zekerheid kan bieden.
Vierde tableau. Het verwoeste Königshofen
De boeren hebben Königshofen veroverd en grotendeels verwoest. Terwijl ze de graaf naar diens executie voeren, moet de gravin de boeren bedienen. Mathis neemt het op voor de gravin en wordt daarom neergeslagen. Dan komt Schwalb binnenvallen om de boeren tot nieuwe strijd op te hitsen, maar in de veldslag lijden de oproerkraaiers een zware nederlaag. Schwalb valt voor de ogen van zijn dochter. Mathis moet terechtgesteld worden, maar op voorspraak van de gravin ziet men daarvan af.
Vijfde tableau. De werkkamer van de kardinaal
Ursula Riediger, haar vader en Capito proberen de kardinaal tot trouwen te brengen. Die wil echter zijn geloof trouw blijven.
Zesde tableau. In het Odenwald
Mathis en Regina zijn op de vlucht. De laatste is door de dood van haar vader diep bedroefd. Terwijl ze in het Odenwald uitrusten, vertelt Mathis het meisje over muziekmakende engelen. Daarop slaapt Regina in. Werkelijkheid en droom vermengen zich tot de schilderingen van het altaar van Isenheim: "De verzoeking van de heilige Antonius" en "Antonius de kluizenaar". Kardinaal Albrecht verschijnt in de gestalte van Sint Petrus en beveelt Mathis: "Ga heen en schilder."
Zevende tableau. Mathis' atelier in Mainz
Mathis heeft het wonderbaarlijke altaarstuk gemaakt. De inspanning heeft hem echter zijn krachten gekost. Regina, die door Ursula liefdevol verpleegd is, sterft in Mathis' werkplaats. Albrecht komt voor het laatste maal naar Mathis en smeekt hem voor de rest van zijn leven bij hem te blijven. Mathis wil zijn leven echter eenzaam eindigen. In een koffer pakt hij een papierrol, die informatie over zijn daden bevat, een maatstok, een gradenboog, en verf en penselen. Hij verlangt naar de eeuwige rust.

## Symfonie
Veel bekender dan de opera is de symfonie Mathis der Maler uit 1934, waarvan Hindemith de muziek enkele jaren later opnieuw gebruikte in de gelijknamige opera. Hindemith probeerde met de symfonie het altaar van Isenheim muzikaal uit te beelden. Ze bestaat, net als het altaarstuk, uit drie delen:
1. Engelkonzert (ouverture)
2. Grablegung (tussenspel voor het laatste tableau)
3. Versuchung des heiligen Antonius (orkestreprise van de scène met Mathis' visioenen uit het zesde tableau)